# Nemzeti Bajnokság III
De Nemzeti Bajnokság III is het derde niveau van het voetbal in Hongarije.

## Competitie veranderingen vanaf 2013
Door de jaren heen heeft deze competitie veel verschillende vormen gehad. Onderstaand zijn alle competitieveranderingen zichtbaar die vanaf 2013 hebben plaatsgevonden.
- 2013-2015: 3(poules)x16(ploegen) (bestaande uit een oost, west en midden poule).
- 2015-2017: 3x17 (bestaande uit een oost, west en midden poule).
- 2017-2020: 3x16 (bestaande uit een oost, west en midden poule).
- 2020-2023: 3x20 (bestaande uit een oost, west en midden poule).
- 2023-heden: 4x16 (bestaande uit een noordoost, noordwest, zuidoost en zuidwest poule).

## Promotie en degradatie
Na de dertig gespeelde competitiewedstrijden spelen de nummers 1 promotiewedstrijden tegen een nummer 1 uit een andere poule. De winnaars van deze twee wedstrijden promoveren naar de Nemzeti Bajnokság II. De nummers 14 t/m 16 degraderen naar de provinciale competities. Het aantal ploegen dat degradeert kan eventueel per jaar en regio verschillen. De oorzaak hiervan zijn de promotiewedstrijden op het vierde niveau.

## Kampioenen vanaf 2013
| Seizoen | Regio                | Regio                          | Regio                 |
| Seizoen | West                 | Midden                         | Oost                  |
| ------- | -------------------- | ------------------------------ | --------------------- |
| 2013/14 | Csákvári TK          | Soroksár SC                    | Szeged 2011           |
| 2014/15 | Budaörsi SC          | Vác FC                         | Várda SE              |
| 2015/16 | Mosonmagyaróvári TE  | Kozármisleny SE                | Nyíregyháza Spartacus |
| 2016/17 | Győri ETO FC         | Budafoki MTE                   | Kazincbarcikai SC     |
| 2017/18 | Kaposvári Rákóczi FC | Tiszakécske FC                 | Monor SE              |
| 2018/19 | FC Ajka              | Szeged-Csanád Grosics Akadémia | Szolnoki MÁV FC       |
| 2019/20 | Pécsi Mecsek FC      | Érdi VSE                       | Debreceni EAC         |
| 2020/21 | III. Kerületi TVE    | Iváncsa KSE                    | Tiszakécske FC        |
| 2021/22 | Mosonmagyaróvári TE  | Kozármisleny SE                | Kazincbarcikai SC     |
| 2022/23 | Veszprémi LC         | Iváncsa KSE                    | BVSC Boedapest        |

| Seizoen | Regio        | Regio      | Regio                    | Regio           |
| Seizoen | Noordoost    | Noordwest  | Zuidoost                 | Zuidwest        |
| ------- | ------------ | ---------- | ------------------------ | --------------- |
| 2023/24 | FC Tatabánya | Putnok VSE | Békéscsaba 1912 Előre SE | Szentlőrinci SE |
| 2024/25 |              |            |                          |                 |